# Zimne Wody (województwo łódzkie)
Zimne Wody – wieś w Polsce położona w województwie łódzkim, w powiecie pabianickim, w gminie Dobroń.
W latach 1975–1998 miejscowość należała administracyjnie do województwa sieradzkiego.
Na terenie gminy Dobroń ślady osadnictwa sięgają pradziejów. Potwierdzające to stanowiska archeologiczne są dość liczne, a spora ich część ma charakter wielokulturowy, tj. cechują je znaleziska z różnych chronologicznie kultur. Najwcześniejsze z nich wiąże się z kulturą janisławicką datowaną na mezolit, czyli środkową epokę kamienia (8,3 – 4,5 tys. p.n.e.) odkrytą w Zimnych Wodach.
WYKAZ STANOWISK ARCHEOLOGICZNYCH:
- Zimne Wody st. 1. – osada – kultura łużycka
- Zimne Wody st. 2. – osada – kultura łużycka – ślady osadnictwa – kultura janisławicka
- Zimne Wody st. 3. – osada – kultura łużycka
- Zimne Wody st. 4. – osada – kultura łużycka
- Zimne Wody st. 5. – ślady osadnictwa – pradzieje
- Zimne Wody st. 6. – osada – kultura łużycka
- Zimne Wody st. 7. – ślady osadnictwa – kultura łużycka
- Zimne Wody st. 9. – ślady osadnictwa – kultura łużycka
- Zimne Wody st. 10. – osada – kultura polska

BUDYNKI WPISANE DO GMINNEJ EWIDENCJI ZABYTKÓW:
- Zimne Wody – dom w zagrodzie nr 6 – mur. ok. 1920 r.